# Immigrant Song
Immigrant Song е песен на английската рок група „Лед Зепелин“. Тя е изградена върху повтарящ се риф и включва лирични препратки към скандинавската митология, като виещите вокали на певеца Робърт Плант споменават воденето на война и Валхала. Песента е включена в албума им от 1970 г. Led Zeppelin III и е издадена като сингъл, освен това групата записва песента на живо от различни концерти за няколко различни техни албума. Immigrant Song е едно от малкото издания на „Лед Зепелин“ в сингъл формат 45 оборота в минута, той е издаден в Съединените щати на 5 ноември 1970 г. от Атлантик Рекърдс и достига №16 в Билборд Хот 100.
Immigrant Song е написана по време на турнето на „Лед Зепелин“ в Исландия, Бат и Германия през лятото на 1970 г. Датата на откриване на това турне е в Рейкявик, Исландия, което вдъхновява Плант да напише текста. Той обяснява в интервю:
| „ | Не бяхме помпозни... Ние наистина дойдохме в страната на леда и снега. Бяхме гости на исландското правителство с културна мисия. Бяхме поканени на концерт в Рейкявик и ден преди пристигането ни всички държавни служители стачкуваха и концертът щеше да бъде отменен. Университетът ни подготви концертна зала и беше феноменално. Отговорът на децата беше забележителен и прекарахме страхотно. Immigrant Song беше за това пътуване и беше първата песен в албума, която имаше за цел да бъде невероятно различна. | “ |

Шест дни след появата на „Лед Зепелин“ в Рейкявик, групата изпълнява песента за първи път на концерт по време на фестивала Бат. Въпреки че „Лед Зепелин“ обикновено се считат за група, ориентирана към албуми, Immigrant Song е един от няколкото хитови сингли на групата. Популярността на песента довежде до включването ѝ в компилационни албуми като Remasters (1990) и Early Days: The Best of Led Zeppelin, Vol. 1 (1999), а освен това е записвана многократно и от други изпълнители, включително е и изпълнява на живо от тях.

## Изпълнения на живо
Immigrant Song е използвана за откриване на концерти на „Лед Зепелин“ от 1970 до 1972 г. През втората половина на концертното им турне в Съединените щати през 1972 г. тя е представена от кратко музикално произведение, известно като LA Drone, предназначено да засили чувство на очакване и очакване сред концертната публика. До 1973 г. Immigrant Song от време на време се използва като бис, но след това е премахнат от техния списък за изпълнения на живо. Версиите на песента на живо могат да бъдат чути в албумите на групата How the West Was Won (с участието и изпълнението в Лонг Бийч Арена през 1972 г.) и BBC Sessions (версия от Парижкия театър в Лондон през 1971 г.). Когато песента е изпълнявана на живо, Джими Пейдж включва продължително китарно соло, което липсва в записаната версия за Led Zeppelin III. Immigrant Song е изсвирена като част от церемонията по въвеждането на Джеф Бек в Залата на славата на рокендрола през 2009 г. от Пейдж и Бек.

## Сертификати и продажби
| Страна                            | Сертификат | Сертифицирани бройки / продажби |
| --------------------------------- | ---------- | ------------------------------- |
| Италия Физически продажби         | Златен     | 25 000                          |
| Великобритания Физически продажби | Златен     | 400 000                         |